# Epichrysomalla
Epichrysomalla is een geslacht van vliesvleugeligen uit de familie Eurytomidae. De wetenschappelijke naam van dit geslacht is voor het eerst geldig gepubliceerd in 1915 door Girault.

## Soorten
Het geslacht Epichrysomalla omvat de volgende soorten:
- Epichrysomalla atricorpus Girault, 1915
- Epichrysomalla basilewskyi Risbec, 1957